# 大同路

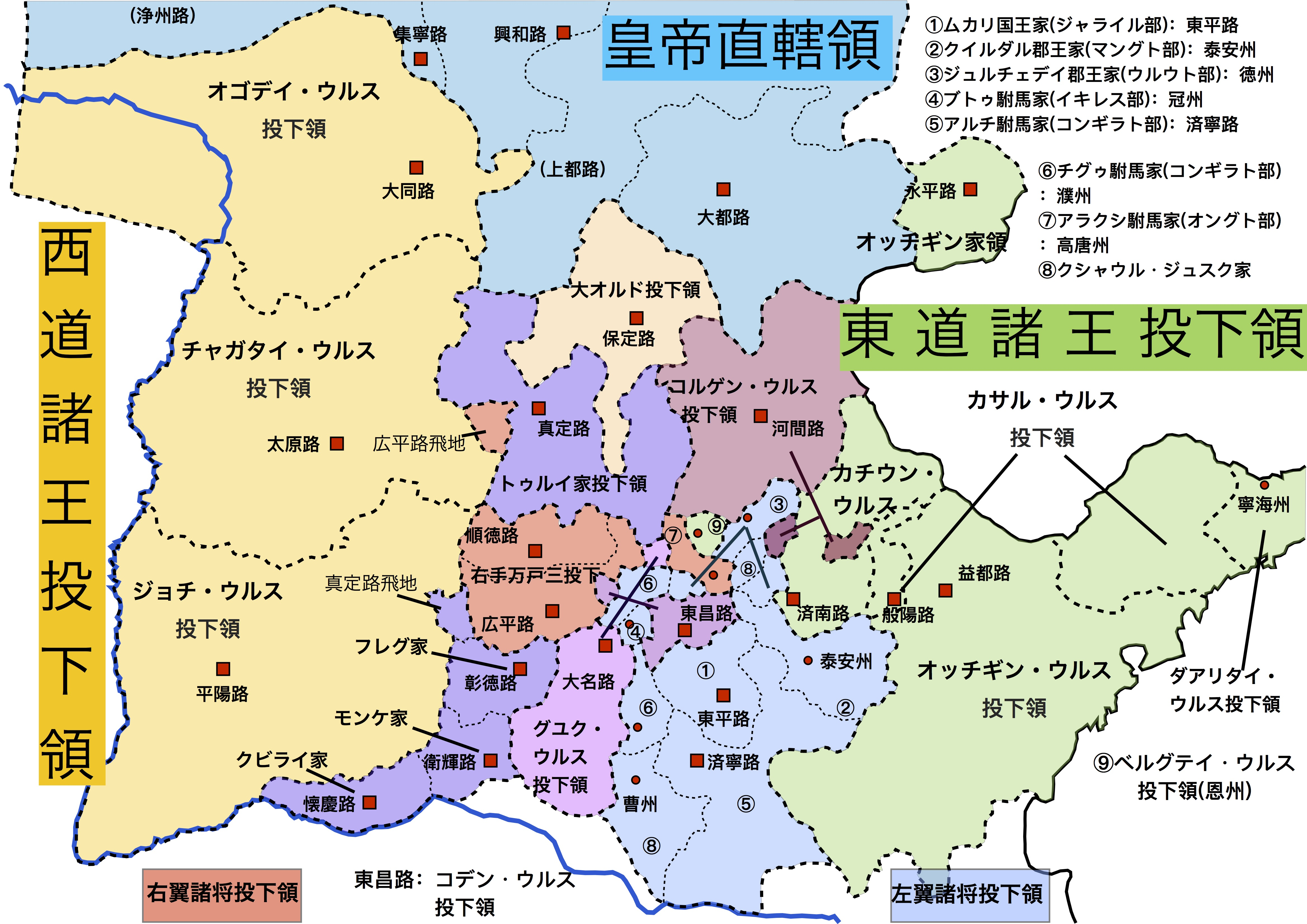
モンゴル時代の華北投下領。大同路は左上に位置する。

大同路（だいどうろ）は、中国にかつて存在した路。モンゴル帝国および大元ウルスの時代に現在の山西省大同市一帯に設置された。治所は河間府で、大元ウルスの行政上は中書省に直属する地域（腹裏/コルン・ウルス）であった。
旧名を西京路と言い、元来はチンギス・カンの三男のオゴデイを始祖とするオゴデイ・ウルスに初めて与えられた投下領であったが、オゴデイ自身が第2代皇帝（カアン）となったことでカアン直属の領地（係官）となった。

## 歴史
唐代の雲州、遼代の西京大同府を前身とする。チンギス・カンによる最初の金朝遠征の際、チンギス・カンの子供達（西道諸王）は右翼軍として山西地方を南下し、後の大同路一帯（当時は西京と呼称されていた）もモンゴル帝国の勢力下に入った。金朝遠征が成功裏に終わると、チンギス・カンは配下の諸王・諸将にそれぞれが攻略を担当した地域を領地（投下領）として与えており、この時大同路一帯もオゴデイ家の領地とされたと見られる。
1236年、第2代皇帝オゴデイはチンギス・カン時代の領土分配を追認する形で華北の諸路を諸王・勲臣に分配した（丙申年分撥）が、前述したようにカアン（オゴデイ）に属する大同路はこの時分撥の対象とならなかった。しかし、この頃オゴデイ直々の命によってスゲが「山西大ダルガチ」として大同に赴任し、またオゴデイの三男のクチュを総司令とする南宋遠征軍の補給路として大同を起点とする山西地方縦断駅伝路が整備されるなど、オゴデイの治世には大同を中心として山西一帯を支配する構想があったのではないかと考えられている。しかし、オゴデイが死去した後、その甥にあたる第4代皇帝モンケが即位するとオゴデイ家の大弾圧が行われ、これ以後西京路はオゴデイ家の投下領ではなく、カアンの直轄領として扱われるようになった。
1288年（至元25年）に西京路は大同路と改称され、以後元代を通じて大同路の名で知られるようになった。
朱元璋が明朝を建国すると、大同路は再び大同府と改められた。

## 管轄州県
大同路には録事司、9県（内5県が路の直轄）、8州が設置されていた。

### 5県
- 大同県
- 白登県
- 宣寧県
- 平地県
- 懐仁県

### 8州
- 弘州[9]
- 渾源州[10]
- 応州…金城県・山陰県を管轄する[11]
- 朔州…鄯陽県・馬邑県を管轄する[12]
- 武州[13]
- 豊州[14]
- 東勝州[15]
- 雲内州[16]